# Géopotentiel
Le terme géopotentiel est utilisé en géophysique et en particulier dans l'une de ses disciplines la météorologie.
- Le géopotentiel est un terme qui désigne le potentiel gravitationnel en un point autour de la Terre et à une altitude donnée. En effet, la constante de gravité varie avec la distance au centre de la Terre et selon certaines variations locales de masse. En plus, ce terme inclut l'effet de la force centrifuge causé par la rotation de la planète.
- La hauteur du géopotentiel désigne l'altitude à laquelle on atteint un potentiel égal de gravité. Il s'agit d'une hauteur normalisée de la gravité.

## Définition mathématique
À une altitude {\displaystyle h}, le géopotentiel est défini comme :
{\displaystyle \Phi =\int _{0}^{h}g(\phi ,z)\,\mathrm {d} z\,\qquad {\begin{cases}g(\phi ,z)={\text{accélération de la gravité locale}}\\\phi ={\text{latitude}}\ \\z={\text{hauteur par rapport au niveau moyen des mers}}\end{cases}}}
Il s'agit donc de l'énergie potentielle par unité de masse à un niveau donné.
On définit alors la hauteur du géopotentiel comme l'altitude à laquelle serait un point d'énergie potentielle égale au géopotentiel dans un champ de gravité uniforme :
{\displaystyle {Z_{g}}={\frac {\Phi }{g_{0}}}},
où {\displaystyle g_{0}} est l'accélération normale de la pesanteur terrestre.

## Météorologie

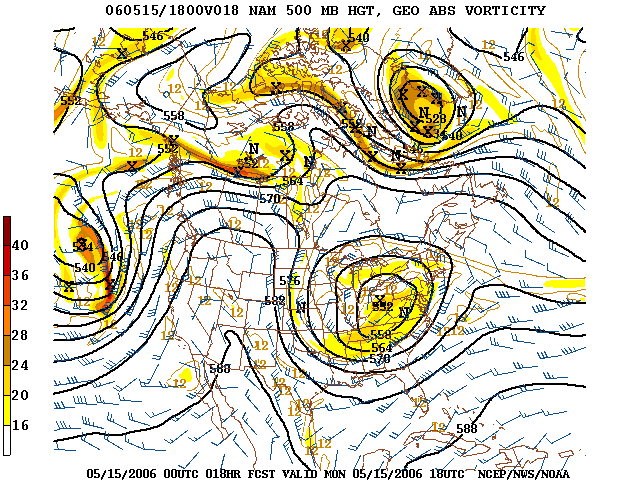
Ligne de géopotentiel sur le modèle de prévision NAM à 500 hPa.

Considérons une masse d’air ayant la masse unitaire et prise à un niveau z qu'on soulève à un niveau z + dz. Au cours de son soulèvement, on augmente son énergie potentielle et donc son géopotentiel. En calculant le géopotentiel entre la surface et un niveau de pression, on obtient l'énergie potentielle de la masse d'air sous ce niveau.
En météorologie, la hauteur du géopotentiel est utilisée pour obtenir les niveaux de pression constante en corrigeant pour la variation locale de la gravité. Les cartes d'analyse et de prévision de l'atmosphère en altitude sont ainsi des cartes où la pression est constante et c'est la hauteur qui varie. Les différentes lignes d'égale altitude sont appelées des « isohypses ».
Exemple : la hauteur du géopotentiel à 500 hPa de la carte de droite est l'altitude à laquelle on atteint 500 hPa par rapport au niveau moyen des mers. Cette altitude se situe généralement entre 4 800 et 6 000 mètres géopotentiels (1 mgp = 9,8 J/kg), le plus souvent exprimée en décamètres donc entre 480 et 600 décamètres.
Pour convertir la pression en hauteur, on utilise l'approximation de l'équilibre hydrostatique et la loi des gaz parfaits avec la température T, et la constante R = 287 m2 s−2 K−1 = 287 J kg−1 K−1 pour l'air sec. On obtient, :
{\displaystyle {\frac {\partial \Phi }{\partial p}}=-{\frac {RT}{p}}}
En intégrant, on obtient l'équation hypsométrique, : {\displaystyle \mathbb {Z} _{g}=(\ln P_{\text{nmm}}-\ln P)({\frac {R}{g_{0}}}{\bar {T}})}.
Il y a donc deux facteurs qui déterminent la hauteur du géopotentiel sur une telle carte :
- {\displaystyle P_{\text{nmm}}}, la pression au niveau de la mer : comme elle sert de référence, plus elle est faible, plus on arrivera vite à une pression donnée, toutes autres choses étant égales ;
- {\displaystyle {\bar {T}}}, la température moyenne entre le sol et l'altitude à laquelle on atteint la pression désirée : plus la température moyenne de la couche d'air est faible, plus la couche d'atmosphère est dense, et plus la pression décroît rapidement quand on s'élève en altitude. Donc, si on a une température relativement faible entre le sol et la pression désirée, la hauteur du géopotentiel sera faible. À pression au niveau de la mer égale, la hauteur du géopotentiel sera d'autant plus faible que la température moyenne de la couche sera faible.

Finalement, le concept de hauteur du géopotentiel est également utilisé car il permet d'éliminer les variables de gravité et de densité de l'air dans les équations primitives atmosphériques et facilite le calcul des modèles de prévision numérique du temps.

## Géophysique
Dans les autres disciplines de la géophysique, la hauteur du géopotentiel est utilisée plutôt que la hauteur géométrique pour simplifier également les calculs : en particulier, les applications comme la mesure par satellites des coordonnées terrestres (GPS).